# Nationale Union der Eritreischen Frauen
Die Nationale Union der Eritreischen Frauen (National Union of Eritrean Women, NUEW) ist eine Organisation in Eritrea, die 1977 als eine Massenorganisation der Eritreischen Volksbefreiungsfront (EPLF) gegründet wurde. Ihre erste konstituierende Konferenz hielt sie im November 1979. Sie ist die zentrale Institution, die von der Regierung mit der Frauenförderung und mit der Förderung der Gleichberechtigung beauftragt wurde.

## Aufgaben und Aktivitäten
Zu den Aufgaben der NUEW zählt die breite Mobilisierung von Frauen beim Nation building und im Kampf um die Unabhängigkeit. Sie bietet zudem verschiedene Programme für eritreische Frauen an. Dies umfasst Programme zur Alphabetisierung, zu Gesundheitsfragen und zur Existenzsicherung. Sie organisiert unter anderem Englischunterricht für Frauen organisieren, leistet Aufklärungsarbeit und hat den Anspruch, die Rechte von Frauen zu stärken.

## Kritik
Kritisiert wird, dass die NUEW von Gewalt betroffenen Frauen keine ausreichende Hilfe anbiete. Die Organisation komme zudem nicht ihrer Verpflichtung nach, Frauen vor Missbrauch durch Regierungsbeamte oder dem Staat zu schützen. Seitens eritreischer Frauen wird NUEW daher teils als eine Propagandaorganisation der regierenden Partei Volksfront für Demokratie und Gerechtigkeit (PFDJ) betrachtet.